# Replikator
Replikator – w niektórych ujęciach teorii ewolucji to samopowielająca się struktura, dążąca do osiągnięcia jak największej liczby własnych kopii.
Istotnymi dla ewolucji replikatorami są te, które podlegają selekcji, a także mutacji i są dziedziczone przez kolejne pokolenia ich nośników. Odziedziczalność oznacza tworzenie kopii zawierających te same lub prawie te same informacje co replikator macierzysty, mutowalność oznacza pojawianie się sporadycznych błędów przy kopiowaniu, przy czym replikator pochodny (nowy wariant replikatora) powinien potencjalnie mieć zdolność do dalszego tworzenia własnych kopii, selekcyjność zaś oznacza wpływ informacji zawartych w replikatorze na jego efektywność w tworzeniu kopii. Prostymi replikatorami są struktury chemiczne zdolne do autokatalizy. Dopiero jednak w przypadku złożonych replikatorów liczba potencjalnych struktur do wygenerowania jest większa od tych, które są zrealizowane, co prowadzi do coraz większej złożoności.

## Rodzaje replikatorów
W biologii replikatorami są geny, natomiast dla sfery kultury Richard Dawkins zaproponował analogiczną do genu jednostkę informacji kulturowej pod nazwą memu. Priony Dawkins opisuje jako „paragenetyczne replikatory” i „rozszerzone replikatory” (analogicznie do fenotypu rozszerzonego). Przykładem struktury replikującej się, potrzebującej jednak zewnętrznego oddziaływania, są kryształy gliny. Przywierające do nich związki węgla mogły katalizować pierwotne reakcje organiczne, a uruchamiana przez nie kataliza polimeryzacji mogła prowadzić do powstawania struktur białkowych z aminokwasów i RNA oraz DNA z prostych zasad.
W ujęciu Dawkinsa wszelkie replikatory można podzielić na 4 rodzaje według dwóch kategorii. Pierwsza kategoria to możliwość wpływu replikatora na swoje dalsze powielanie, gdzie wyróżnił on replikatory bierne i czynne. Replikator czynny to np. dany fragment DNA, który poprzez wytworzenie cechy fenotypowej organizmu zwiększa lub zmniejsza możliwość własnej replikacji. Biernym może być fragment DNA niepodlegający transkrypcji. Druga kategoria dotycząca możliwości ciągłego replikowania się obejmuje replikatory generatywne i replikatory „ślepej uliczki”. Pierwszymi są te, które mogą tworzyć potencjalnie nieskończony ciąg własnych kopii w kolejnych pokoleniach, a przykładem są geny umieszczone w gametach. Do drugich należą geny znajdujące się w komórkach somatycznych organizmu, które mogą być kopiowane tak długo, jak długo żyje taki organizm.
W procesie ewolucji występuje skłonność do „agregacji”. Proste replikatory, o niskiej pojemności informacyjnej, wytwarzają replikatory bardziej pojemne, dzięki którym możliwe stają się kolejne „poziomy” ewolucji. Po rybozymach pojawiają się komórki prokariotyczne, które wytworzyły komórki eukariotyczne, a te z kolei organizmy wielokomórkowe. Oddziaływania między replikatorami zachodzą w środowisku na sąsiadujących ze sobą poziomach organizacji życia. Na poziomie komórki metabolizm jest efektem działania sieci zależności między genami. W przypadku organizmu wielokomórkowego zachodzą interakcje na poziomie międzykomórkowym (powiązania między neuronami, oddziaływanie leukocytów), a na najwyższym poziomie życia są to oddziaływania między organizmami w ekosystemie. Ewolucja dopasowuje replikatory niższego poziomu do środowiska, które stanowi sieć powiązań między replikatorami i tworzonymi przez nie strukturami.
Aby można było rozpatrywać mem jako analogiczną do genu jednostkę kulturowej replikacji, powinien mieć on cechy efektywnego replikatora: znaczącą, ale niepełną wierność kopiowania; łatwość kopiowania, ale zróżnicowaną „kopiowalność”; względną stabilność formy (zróżnicowaną przeżywalność) i podlegającą selekcji ograniczoną zmienność.